# آصلی اورجان
آصلی اورجان (ترکی استانبولی: Aslı Orcan؛ زادهٔ ۲۷ مهٔ ۱۹۸۰) هنرپیشه اهل ترکیه است. او در رشته رقص فولکلوریک ترکیه‌ای از آموزشگاه هنرهای زیبا دانشگاه اژه ازمیر فارغ التحصیل شده است. وی در سال ۲۰۱۴ با یتکین دیکینجیلر هنرپیشه اهل ترکیه ازدواج کرد.از سریال هایی کی وی در آن ایفای نقش کرده می توان به سریال پرطرفدار کارادایی اشاره کرد .....